# Prasinocyma gemmatimargo
Prasinocyma gemmatimargo är en fjärilsart som beskrevs av Louis Beethoven Prout 1915. Prasinocyma gemmatimargo ingår i släktet Prasinocyma och familjen mätare. Inga underarter finns listade i Catalogue of Life.